# Siren (fragancia)
Siren es la sexta fragancia para mujer hecha por Parlux Fragrances. Es aprobada por Paris Hilton, que promociona el perfume como una sirena. La fragancia tiene flores frangipani, néctar de albaricoque, madreselva, orquídeas, y lirios. La base del perfume es de madera de sándalo, vainilla y almizcle.